# Le Secret du docteur
Pour plus de détails, voir Fiche technique et Distribution.
Le Secret du docteur est un film français réalisé par Charles de Rochefort, sorti en 1930.

## Fiche technique
- Titre : Le Secret du docteur
- Réalisation : Charles de Rochefort
- Scénario : d'après la pièce de J.M. Barrie
- Dialogues : Denys Amiel
- Photographie : René Guissart
- Montage : Roger Capellani, Jacques de Casembroot et Jacques Mirande
- Société de production : Les Studios Paramount
- Pays d'origine :  France
- Durée : 77 minutes
- Date de sortie : France, 26 septembre 1930

## Distribution
- Max Maxudian : le docteur Brody
- Marcelle Chantal : Liliane Garner
- Jean Bradin : Jean
- Alice Tissot : Mrs Reading
- Odette Joyeux : Suzy
- Léon Bary : Richard Garner
- Hubert Daix : Mr Reading